# Tân Phước, La Gi
Tân Phước là một xã thuộc thị xã La Gi, tỉnh Bình Thuận, Việt Nam.

## Địa lý
Xã Tân Phước nằm phía tây thị xã La Gi, cách trung tâm hành chính thị xã La Gi khoảng 6 km, nằm dọc theo Quốc lộ 55, có vị trí địa lý:
- Phía đông giáp các phường Tân An, Tân Thiện, Phước Hội, Phước Lộc và xã Tân Bình
- Phía tây và phía bắc giáp huyện Hàm Tân
- Phía nam giáp Biển Đông.

Xã Tân Phước có diện tích 34,69 km², dân số năm 2022 là 12.526 người, mật độ dân số đạt 361 người/km².

## Hành chính
Xã Tân Phước được chia thành 8 thôn: Mũi Đá, Cam Bình, Phước Linh, Thanh Linh, Phước Thọ, Hồ Tôm, Phước Hải, Phước Tiến.

## Lịch sử
Ngày 5 tháng 9 năm 2005, Chính phủ ban hành Nghị định số 114/2005/NĐ-CP về việc thành lập xã Tân Phước trên cơ sở 390,16 ha diện tích tự nhiên và 2.100 nhân khẩu của thị trấn La Gi; 1.469,40 ha diện tích tự nhiên và 6.331 nhân khẩu của xã Tân Thiện; 1.413,61 ha diện tích tự nhiên và 167 nhân khẩu của xã Tân An.
Xã Tân Phước có 3.273,17 ha diện tích tự nhiên và 8.598 nhân khẩu.